# Arrondissement de Saré Coly Sallé
L'arrondissement de Saré Coly Sallé est l'un des arrondissements du Sénégal. Il est situé dans le département de Vélingara et la région de Kolda, en Casamance, dans le sud du pays.
Il a été créé par un décret du 10 juillet 2008.
Il compte quatre communautés rurales :
- Communauté rurale de Kandiaye
- Communauté rurale de Saré Coly Sallé
- Communauté rurale de Kandia
- Communauté rurale de Némataba

Son chef-lieu est Saré Coly Sallé.